# Ротмістров Михайло Миколайович
Михайло Миколайович Ротмістров (17 (30) вересня 1907, Лохвиця — 10 жовтня 1989) — український радянський мікробіолог, доктор біологічних наук (з 1951 року), професор (з 1952 року).

## Біографія
Народився 17 (30 вересня) 1907 року в місті Лохвиці в родині службовців. В 12 років залишився сиротою і виховувався у дитячому будинку. У 1928 році закінчив Полтавський сільськогосподарський інститут.
З 1928 по 1941 рік працював у вузах і науково-дослідному інституті харчової промисловості міста Харкова. На початку 1942 року вступив добровольцем в Червону армію, служив майором медичної служби. Наприкінці 1945 року демобілізувався. Працював в Харківському науково-дослідному інституті харчової промисловості і Харківському науково-дослідному хіміко-фармацевтичному інституті, де керував мікробіологічними лабораторіями до 1953 року. В 1953–1968 роках завідував кафедрою мікробіології Київського університету. З 1968 по 1989 вік працював в Інституті колоїдної хімії та хімії води імені А. В. Думанського АН УРСР, очолював організований ним відділ мікробіології очистки води, який тепер носить ім'я. Був членом КПРС з 1972 року.

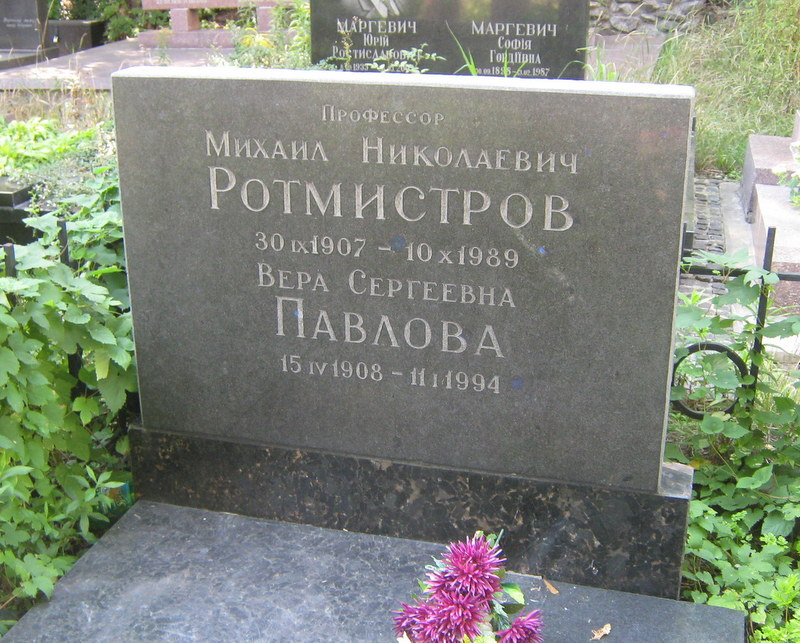
Могила Михайла Ротмістрова

Помер 10 жовтня 1989 року. Похований в Києві на Байковому кладовищі.

## Наукова діяльність
Автор більше 240 робіт, в їх числі 30 авторських свідоцтв і чотири монографії. Основні праці присвячені вивченню анаеробної ферментації целюлози і мінливості бактерій — збудників цього процесу, створенню нових синтетичних антимікробних лікарських препаратів, розробці основ мікробіологічного очищення (в експерименті і в промисловості) стічних вод від токсичних синтетичних речовин (ксено-біотиків), а саме: застосуванню біохімічно активних чистих культур селекціонованих бактерій замість активного мулу.
Під його керівництвом виконано близько 100 кандидатських і 9 докторських дисертацій.

## Відзнаки
Заслужений діяч науки УРСР (з 1978 року). Лауреата Державної премії України в галузі науки і техніки (посмертно; 2000; за наукове обґрунтування, розробку та впровадження у практику новітніх біотехнологій очищення стічних і природних вод гідробіонтами, що розвиваються на волокнистих насадках).